# Quinta da Piedade
Quinta da Piedade é um bairro da freguesia de Póvoa de Santa Iria, no Município de Vila Franca de Xira.
Neste bairro situa-se a Quinta Municipal de Nossa Senhora da Piedade, a qual deu o nome ao bairro, e na qual se situa a Capela de Nossa Senhora da Piedade, o palácio e o Santuário do Senhor Morto.